# Hệ sinh dục ở người

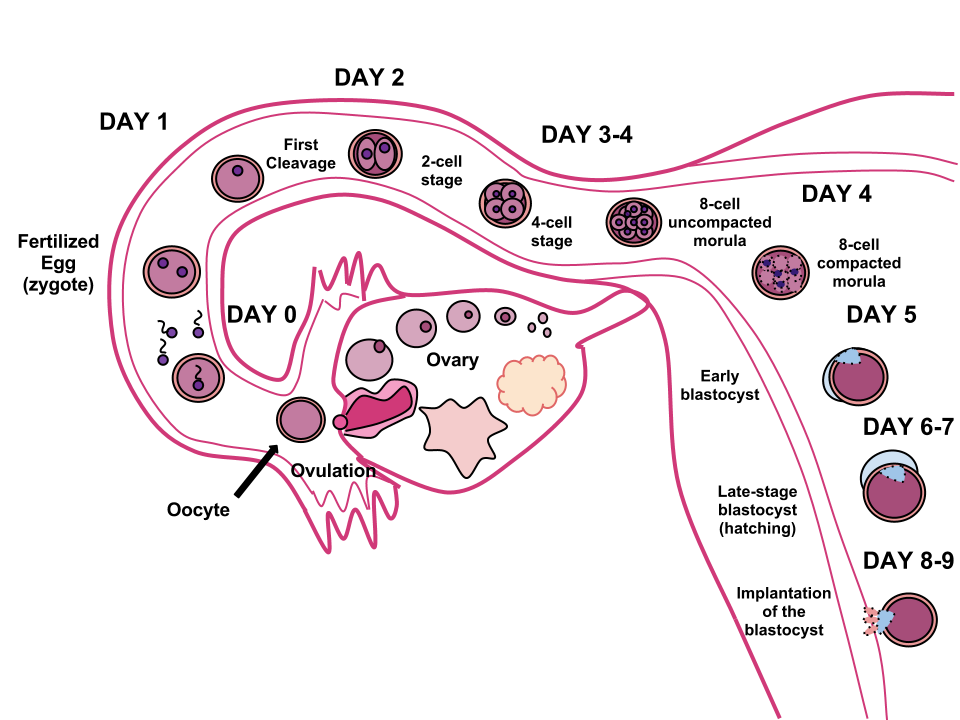
Sự thụ tinh của người. Tinh trùng và trứng kết hợp với nhau thông qua thụ tinh.

Hệ thống sinh sản của con người thường liên quan đến việc thụ tinh trong cơ thể bằng cách quan hệ tình dục. Trong quá trình này, nam giới đưa dương vật của mình vào âm đạo của phụ nữ và xuất tinh ra tinh dịch, trong đó có tinh trùng. Một tỷ lệ nhỏ của tinh trùng đi qua cổ tử cung vào tử cung, và sau đó vào các ống dẫn trứng để thụ tinh cho buồng trứng. Chỉ cần một tinh trùng để có thể thụ tinh cho trứng. Sau khi thụ tinh thành công, trứng thụ tinh, hoặc hợp tử, đi ra khỏi ống dẫn trứng và vào tử cung, nơi nó cấy ghép vào thành tử cung. Điều này đánh dấu sự khởi đầu của thai kỳ, tốt hơn được gọi là mang thai, mà tiếp tục trong khoảng chín tháng khi thai nhi phát triển. Khi thai nhi đã phát triển đến một thời điểm nhất định, thai kỳ được kết thúc với việc sinh con. Trong quá trình chuyển dạ, các cơ của tử cung co lại và cổ tử cung giãn ra trong suốt nhiều giờ, và em bé đi ra khỏi âm đạo. Trẻ sơ sinh gần như bất lực và đòi hỏi mức độ chăm sóc cao của cha mẹ. Trẻ sơ sinh dựa vào người chăm sóc để có được sự thoải mái, cảm giác sạch sẽ và thức ăn. Thực phẩm có thể được cung cấp bằng cách cho con bú hoặc cho bú sữa bột.
Hệ sinh dục nữ có hai chức năng: sản xuất tế bào trứng và bảo vệ và nuôi dưỡng thai nhi cho đến khi sinh. Hệ sinh dục nam có một chức năng: để sản xuất và gửi tinh trùng. Con người có mức độ phân biệt giới tính cao. Ngoài sự khác biệt trong gần như mọi cơ quan sinh sản, có rất nhiều sự khác biệt trong đặc điểm giới tính thứ cấp điển hình.